# Boleyn (krater)
För andra betydelser, se Boleyn.
Boleyn är en nedslagskrater på planeten Venus. Boleyn har fått sitt namn efter drottningen av England, Anne Boleyn.
Kratern har en diameter på 70 kilometer.